# Dragpa Changchub
Dragpa Changchub (1356-1386) was de vierde vorst uit de Phagmodru-dynastie van 1374 tot 1381. De Phagmodrupa was de heersende dynastie in Tibet was van 1354 tot 1435.

## Jeugd en monastieke opleiding
Hij was de tweede zoon van Rinchen Dorje, een broer van Gyaltsen.
Net als andere heersers uit de Phagmodru-dynastie, kreeg Dragpa Changchub een monastieke opvoeding. Toen hij vijftien jaar oud was, werd hij benoemd tot abt van Densatil.

## Regering
In 1374 werd hij benoemd tot regent (desi) van Tibet, kort nadat zijn oom en regerend vorst Jamyang Shakya Gyaltsen was overleden. Feitelijk volgde hij Shakya Rinchen op die zeer kort regeerde en zijn verstand verloor tijdens een huisbrand.
In de eerste zeven jaar van zijn regering was hij zowel lama als regent. In 1381 legde hij echter zijn politieke macht neer en trok zich terug in Dansa Thel om zich alleen nog bezig te houden als leermeester in tantra's.
Omdat zijn regering kort was, was hij niet formeel in zijn functie bevestigd door de keizer Hongwu van de Ming-dynastie.
Zijn korte regering wordt door Tibetanen gezien als bijzonder voorspoedig, met goede oogsten. Hij wordt daarom ook wel de Gelukkige Koning genoemd.
Hij werd opgevolgd door zijn jongere halfbroer Sonam Dragpa.